# Erebia nikitini
Erebia nikitini är en fjärilsart som beskrevs av Mori och Chô 1938. Erebia nikitini ingår i släktet Erebia och familjen praktfjärilar. Inga underarter finns listade i Catalogue of Life.